# Потискане (психология)
Вижте пояснителната страница за други значения на Потискане.
При потискането се избягват преднамерено определени мисли. Това е асоциирано с обсесивно-компулсивното разстройство, при което страдащият от обсесивни мисли ще се опита многократно, но обикновено неуспешно, да предотврати или „неутрализира“ натрапчивите стресиращи мисли, центрирани около една или повече обсесии.
Потискането обикновено включва мислене за други, нестресиращи неща, които могат да заменят стресиращите мисли – факт, който кара някои автори да наричат това избягващо мислене или отклоняване на вниманието.
Потискането на мисли се различава от концепцията на Фройд за изтласкването, което е по-скоро несъзнаван и автоматичен процес, с по-малко емпирична подкрепа.
Потискането на мисли се различава от изтласкването по това, че при потискането предизвикващата стрес мисъл е налична, но се игнорира и се блокира от други мисли, а не е напълно отпратена в подсъзнателното, както става при изтласкването. Както изтласкването, така и потискането на мисли са психологически защитни механизми (изтласкването обаче е автоматичен процес). Според някои автори многократното потискане на мисли може да превърне реакцията на избягване в навик и така да бъде използвана несъзнателно. Съществуват много доказателства, че хората наистина използват потискането и че то е ефективно за редуциране на стреса. При други изследвания се наблюдава обратният ефект на „отскачането“, тоест колкото повече определени мисли се потискат, толкова повече те се разширяват, стават по-ярки и т.н., например Джордж Лакоф казва на своите студенти по когнитивистика „Не мислете за розовия слон“, което резултира в това, че студентите мислят точно за това.